# The Awful Truth (film 1929)
The Awful Truth è un film muto del 1929 diretto da Marshall Neilan.

## Produzione
Il film fu prodotto da Maurice Revnes per la Pathé Exchange.

## Distribuzione
Distribuito dalla Pathé Exchange, il film uscì nelle sale cinematografiche statunitensi il10 agosto 1929. Il film viene considerato presumibilmente perduto.

## Differenti versioni
Il lavoro teatrale The Awful Truth di Arthur Richman fu portato varie volte sullo schermo:
- The Awful Truth di Paul Powell (1925)
- The Awful Truth di Marshall Neilan (1929)
- L'orribile verità (The Awful Truth) di Leo McCarey (1937)
- Ancora e sempre (Let's Do It Again) di Alexander Hall (1953)